# Dinastía argéada
La dinastía de los Argéadas (griego antiguo: οἱ Ἀργεάδαι, hoi Argeádai), fue la familia que reinó en el Reino de Macedonia, nación al norte de Grecia, desde 700 hasta 309 a. C.

## Origen mítico
Según Plutarco, esta dinastía descendía de Argeas, un general macedonio. Una tradición los hace descender de un tal Témeno, tataranieto de Heracles y originario de la ciudad de Argos; de ahí el nombre de Argéadas de la dinastía.
Fue Alejandro I de Macedonia (498-454 a. C.), quien promovió el mito de que sus antepasados eran Teménidas. 
Heródoto debió informarse de la pretendida ascendencia griega de la casa real de los argéadas durante su estancia en Macedonia y habla de ella en su Historia.

«Helánico vivió en compañía de Heródoto en la corte de Amintas [debe ser un error por Alejandro I], rey de Macedonia».

Al afirmar el carácter griego de los reyes macedonios, el historiador de Halicarnaso, se hacía eco de la simpatía que en su época, Atenas sentía hacia Macedonia.

## Historia
Según Tucídides, los Teménidas conquistaron Macedonia, tras derrotar a los pieres, habitantes de Pieria, expulsaron a los botieos, habitantes de Botiea, y conquistaron el territorio de Peonia comprendido entre el río Axiós y la ciudad de Pella, hasta el mar. Ocuparon la región de Migdonia tras desalojar a los tracios edones, y lo propio hicieron con los eordios, a los que prácticamente exterminaron, y que vivían en la región llamada Eordia. También expulsaron de sus tierras de la región de Almopia a los almopes. Se adueñaron de más pueblos y ciudades, como Antemunte, Crestonia, Bisaltia y de una gran parte de los territorios que junto a estas regiones, en su conjunto, se denominarían Macedonia.
Sus miembros más célebres fueron Filipo II de Macedonia, que unificó a los griegos, y Alejandro Magno, que derrotó al Imperio aqueménida y creó su propio imperio.
El linaje de los Argéadas se extinguió en las Guerras de los Diádocos, durante las cuales Alejandro IV de Macedonia y su madre, Roxana, fueron asesinados.

### Dichas y desdichas de los argéadas
Los soberanos argéadas estuvieron en el siglo V a. C. bajo la tutela persa. El soberano de turno debía prestar juramento de fidelidad a los aqueménidas para conservar su reino. Alejandro I siguió al ejército de Jerjes I. Jenofonte dice que en Platea, Alejandro habría confiado los planes de Jerjes a los griegos.
Macedonia amplió su territorio hacia el Este persiguiendo a los persas en su derrota. A medida que se extendían, se encontraron al este las poblaciones tracias, al norte, a los peonios y al oeste a los ilirios. 
Siempre estaban en guerra. Durante el siglo V a. C., el problema se complicó con la llegada de los atenienses, que querían a toda costa la Calcídica y chocaron con los macedonios, quienes también tenían la vista puesta sobre estas ciudades litorales. La madera de Macedonia era apreciada para la construcción de los trirremes. 
Los reyes macedonios aprovecharon la guerra del Peloponeso para arrebatar a Atenas la ciudad de Anfípolis y para ello recurrieron a la ayuda de Esparta. Al final, los soberanos macedonios se libraron de tener que intervenir en la Guerra de Peloponeso y se deshicieron de la presencia ateniense. En 413, con la llegada de Arquelao I el enfrentamiento con Atenas llegó a su fin: el rey concluyó un tratado comercial con los atenienses. Buscó modernizar su reino, con el fortalecimiento de la organización política y militar. Intervino en los asuntos de Tesalia y sometió a los príncipes de la Alta Macedonia. Eurípides se refugió en la corte de Arquelao. Un complot acabó con la vida de este rey.
Entre 399 y 393 a. C., se sucedió un periodo de inestabilidad.
Amintas III de Macedonia (393 a. C.-370 a. C.), estuvo en constante lucha contra las poblaciones bárbaras vecinas de su reino, y pudo vencer a los invasores ilirios. Batió a las ciudades griegas de Calcídica, confederadas en torno a Olinto. Los olintios tras haber negociado con el soberano macedonio, trataron de adueñarse de una buena parte del Reino de Macedonia. Amintas III debió su salvación a la intervención de Esparta contra Olinto y pidió la disolución de la confederación calcídica.
Amintas III trató de acercarse a los atenienses y a los tebanos a finales de su reinado. A su muerte en 370–369 a. C., había logrado conservar su reino sano y salvo, teniendo en cuenta que no efectuó innovaciones militares. 
Un nuevo periodo de inestabilidad se abrió con los soberanos efímeros. En 359, una nueva invasión fue orquestada por los ilirios. En este año, el reino estaba al borde del desastre cuando ascendió al trono Filipo II.

## Lista de reyes argéadas
| Dinastía argéada (808-309 a. C.)          |                                        |                                                                                    |                                                          | |
| Cárano (¿-778 a. C.)                      | hijo de Témeno                         | 808 a. C. - 778 a. C.                                                              |                                                          | Coeno |
| Coeno (¿-?)                               | hijo de Cárano                         | primera mitad del siglo VIII a. C.                                                 |                                                          | Tirimas                                                                                                  |
| Tirimas (¿-?                              | hijo de Coeno                          | finales del siglo VIII a. C.                                                       |                                                          | Pérdicas I                                                                                               |
| Pérdicas I (¿-678 a. C.)                  | hijo de Tirimas                        | 700 a. C. - 678 a. C.                                                              |                                                          | Argeo I                                                                                                  |
| Argeo I (¿-640 a. C.)                     | hijo de Pérdicas I                     | 678 a. C. - 640 a. C.                                                              |                                                          | Filipo I                                                                                                 |
| Filipo I (¿-602 a. C.)                    | hijo de Argeo I                        | 640 a. C. - 602 a. C.                                                              |                                                          | Aéropo I                                                                                                 |
| Aéropo I (¿-?)                            | hijo de Filipo I                       | Principios del siglo VI a. C.                                                      |                                                          | Alcetas I                                                                                                |
| Alcetas I (¿-?)                           | hijo de Aéropo I                       | Mediados del siglo VI a. C.                                                        |                                                          | Alcetas I                                                                                                |
| Amintas I (¿-498 a. C.)                   | hijo de Alcetas I                      | 547 a. C. - 498 a. C.                                                              |                                                          | Alejandro I                                                                                              |
| Alejandro I (¿-454 a. C.)                 | hijo de Amintas I                      | 498 a. C. - 454 a. C.                                                              |                                                          | Pérdicas II, Menelao, Amintas, Alcetas II y Filipo de Macedónie                                          |
| Alcetas II (¿-448 a. C.)                  | hijo de Alejandro I                    | 454 a. C. - 448 a. C.                                                              |                                                          | Alejandro                                                                                                |
| Pérdicas II (¿-413 a. C.)                 | hijo de Alejandro I                    | 454 a. C. - 413 a. C.                                                              |                                                          | Arquelao I, Aéropo II e hijo de nombre desconocido                                                       |
| Arquelao I (¿-400/399 a. C.)              | hijo de Pérdicas II y una esclava      | 413 a. C. - 400/399 a. C.                                                          | Cleopatra                                                | Orestes, Argeo II y Pausanias                                                                            |
| Crátero (¿-400/399 a. C.)                 | desconocido                            | 400/399 a. C.                                                                      |                                                          | - |
| Orestes (¿-398/397 a. C.)                 | hijo de Arquelao I y Cleopatra         | 400/399 a. C. - 398/397 a. C. bajo regencia de Aéropo II                           |                                                          | - |
| Aéropo II o Arquelao II (¿-394/393 a. C.) | hijo de Pérdicas II                    | 398/397 a. C. - 394/393 a. C.                                                      |                                                          | Pausanias                                                                                                |
| Amintas II (¿-394/393 a. C.)              | hijo de Menelao (hijo de Alejandro I)  | 394/393 a. C.                                                                      |                                                          | Ptolomeo de Aloro                                                                                        |
| Pausanias de Macedonia (¿-394/393 a. C.)  | hijo de Aéropo II                      | 394/393 a. C.                                                                      |                                                          | - |
| Amintas III (¿-370/369 a. C.)             | hijo de Arrideo (nieto de Alejandro I) | 393 a. C. - 388/387 a. C.                                                          | Eurídice I y Gigea                                       | Alejandro II, Pérdicas III, Filipo II y Eurínoe; hijos ilegítimos Arquelao, Arrideo y Menelao            |
| Argeo II (¿-359 a. C.)                    | hijo de Arquelao I                     | 388/387 a. C.                                                                      |                                                          | - |
| Amintas III (¿-370/369 a. C.)             | hijo de Arrideo (nieto de Alejandro I) | 387/386 a. C. - 370/369 a. C.                                                      | Eurídice I; Gigea                                        | Alejandro II, Pérdicas III, Filipo II y Eurínoe; hijos ilegítimos Arquelao, Arrideo y Menelao            |
| Alejandro II (¿-368 a. C.)                | hijo de Amintas III y Eurídice I       | 370/369 a. C. - 368 a. C. bajo regencia de Ptolomeo de Aloro (370/369 - 368 a. C.) |                                                          | - |
| Pérdicas III (¿-359 a. C.)                | hijo de Amintas III y Eurídice I       | 368 a. C. - 359 a. C. bajo regencia de Ptolomeo de Aloro (368 - 365 a. C.)         |                                                          | Amintas IV                                                                                               |
| Amintas IV (¿-336 a. C.)                  | hijo de Pérdicas III                   | 360 a. C. - 355 a. C. bajo regencia de Filipo (359 - 355 a. C.)                    | Cinane                                                   | Eurídice II de Macedonia                                                                                 |
| Filipo II (382-336 a. C.)                 | hijo de Amintas III y Eurídice I       | 359 a. C. - 336 a. C.                                                              | Fila; Audata, Olimpia de Epiro, Meda de Odesa y Eurídice | Cinane; Filipo III; Alejandro III, Cleopatra de Macedonia; Tesalónica de Macedonia y Europa de Macedonia |
| Alejandro III Magno (356-323 a. C.)       | hijo de Filipo II y Olimpia de Epiro   | 336 a. C. - 323 a. C.                                                              | Roxana; Estatira y Parisátide                            | Heracles de Macedonia y Alejandro IV                                                                     |
| Filipo III (359-317 a. C.)                | hijo de Filipo II y Filina             | 323 a. C. - 317 a. C.                                                              | Eurídice II de Macedonia                                 | - |
| Alejandro IV (323-309 a. C.)              | hijo de Alejandro Magno y Roxana       | 323 a. C. - 309 a. C.                                                              |                                                          | - |

## Genealogía de los argéadas
```
                         
Pérdicas I

                        (700–678
 
a.
 
C.)
                             |
                         
Argeo I
 
                        (678–640
 
a.
 
C.)  
                             |
                        
Filipo I
 
                        (640-602
 
a.
 
C.)
                             | 
                        
Aéropo I
 
                        (602–576
 
a.
 
C.) 
                             |
                        
Alcetas I
 
                        (576–547
 
a.
 
C.)
                             |
                        
Amintas I
 
                        (547–498
 
a.
 
C.) 
                             |
                        
Alejandro I
   
                        (498–454
 
a.
 
C.)  
                             |
      ———————————————————————————————————————
     |                                       |

Pérdicas II
                       
Filipo I de Macedónide

(485-447
 
a.
 
C.)                           (¿-†.430
 
a.
 
C.)  
     |                                                    

Arquelao I

(413-399
 
a.
 
C.)
     |                                            
Periodo de anarquía tras el asesinato de Arquelao                    
     |

Amintas III
 - Eurídice la 
Lincéstide

(389-369
 
a.
 
C.)
          | 
    —————————————————————————————————————————————————————————————————————————————  
   |                            |                                                |
 
Alejandro II
 
(370-368
 
a.
 
C.)             
Pérdicas III
                                       
Filipo II
 
                                                                            (356–336
 
a.
 
C.)          
                          (365-359
 
a.
 
C.)
```